# Зуб Віталій Микитович
Віталій Микитович Зуб (нар. 1 червня 1928, Харків, УРСР — 6 березня 2018) — радянський футболіст, нападник та футбольний тренер. Майстер спорту СРСР (1960), Заслужений тренер України (1969), Заслужений працівник фізичної культури і спорту України, доцент кафедри футболу й хокею Харківської державної академії фізичної культури.
Закінчив Харківський педагогічний інститут.

## Життєпис
Син харківського футболіста Микити Павловича Зуба. У футбол почав грати в 1944 році в «Трудових резервах». Одночасно з цим закінчив Харківське ремісниче училище, деякий час працював слюсарем-інструментальником на вагоноремонтному заводі.
У 1947 році зарахований до команди майстрів харківського «Локомотива». Дебютував у вищій лізі чемпіонату СРСР в 1949 році. За 2 сезони провів у вищій лізі 57 ігор, забив 6 м'ячів.
У 1951 році приймає рішення перейти в московську команду «Динамо», де практично відразу закріпився в основному складі. У складі «Динамо» грав на Берлінському всесвітньому фестивалі молоді і студентів у 1951 році, в Індії, Бірмі, Індонезії, Румунії й інших країнах.
У 1953 році, повернувшись до рідного Харкова, Зуб став капітаном і провідним гравцем рідного харківського «Локомотива», потім «Авангарду». У 1958 році, закінчивши активні виступи через травми, очолив його вже як головний тренер. Саме під його керівництвом уже через рік команда завоювала місце в класі «А» чемпіонату СРСР, де дебютувала в 1960. У співдружності з легендарним футболістом московського «Торпедо», а згодом відомим тренером Олександром Пономарьовим, якого Віталій Микитович сам і запросив на роль старшого тренера «Авангарду», Віталій Зуб привів харківський клуб до 6-го місця в чемпіонаті СРСР 1961 року, що стало найвищим досягненням харків'ян в післявоєнному радянському футболі.
У 1962 році Віталій Микитович Зуб знову очолив харківський «Авангард», але вже ненадовго. Надалі працював старшим тренером молодіжного складу харківського «Авангарду».
У серпні 1967 очолив полтавський «Колос», змінивши на тренерському містку Володимира Аксьонова, але вже в жовтні залишив свій пост, повернувшись до Харкова.
У 1974—1975 роках знову ненадовго очолив харківський «Металіст».
У 1976 році був призначений головою Харківського обласного спорткомітету, де пропрацював 15 років. На період його керівництва обласним спортивним відомством припадає не одне яскраве досягнення харківських спортсменів і команд на всесоюзній і міжнародній аренах, в тому числі — перемога «Металіста» в Кубку СРСР в 1988 і участь команди в єврокубках сезону 1988/89 років.
Новим щаблем у біографії Віталія Микитовича Зуба стала педагогічна робота в Харківському державному інституті фізичної культури. З 1990 року він на посаді проректора по спорту, а потім — помічника ректора. Працював у ВНЗ на посаді доцента кафедри футболу та хокею.
7 травня 2008 року на урочистому зібранні, присвяченому 100-річчю харківського футболу, Віталій Микитович Зуб був нагороджений орденом «За заслуги» 3-го ступеня.

## Досягнення

Меморіальна дошка у Харкові

### Як гравця
- Чемпіонат УРСР
  -  Чемпіон (1): 1948

- Перша ліга чемпіонату СРСР
  -  Чемпіон (1): 1948

### Як тренера
Металіст (Харків)
- група 2 Класу «Б» чемпіонату СРСР
  -  Чемпіон (1): 1959

### Відзнаки
- титул Майстер спорту СРСР (1960)
- титул Заслужений тренер УРСР (1969)
- орден «За заслуги» 3-го ступеня (2008)
- Заслужений працівник фізичної культури та спорту України.